# Frères Hui
 (octobre 2021).
Si vous disposez d'ouvrages ou d'articles de référence ou si vous connaissez des sites web de qualité traitant du thème abordé ici, merci de compléter l'article en donnant les références utiles à sa vérifiabilité et en les liant à la section « Notes et références ».

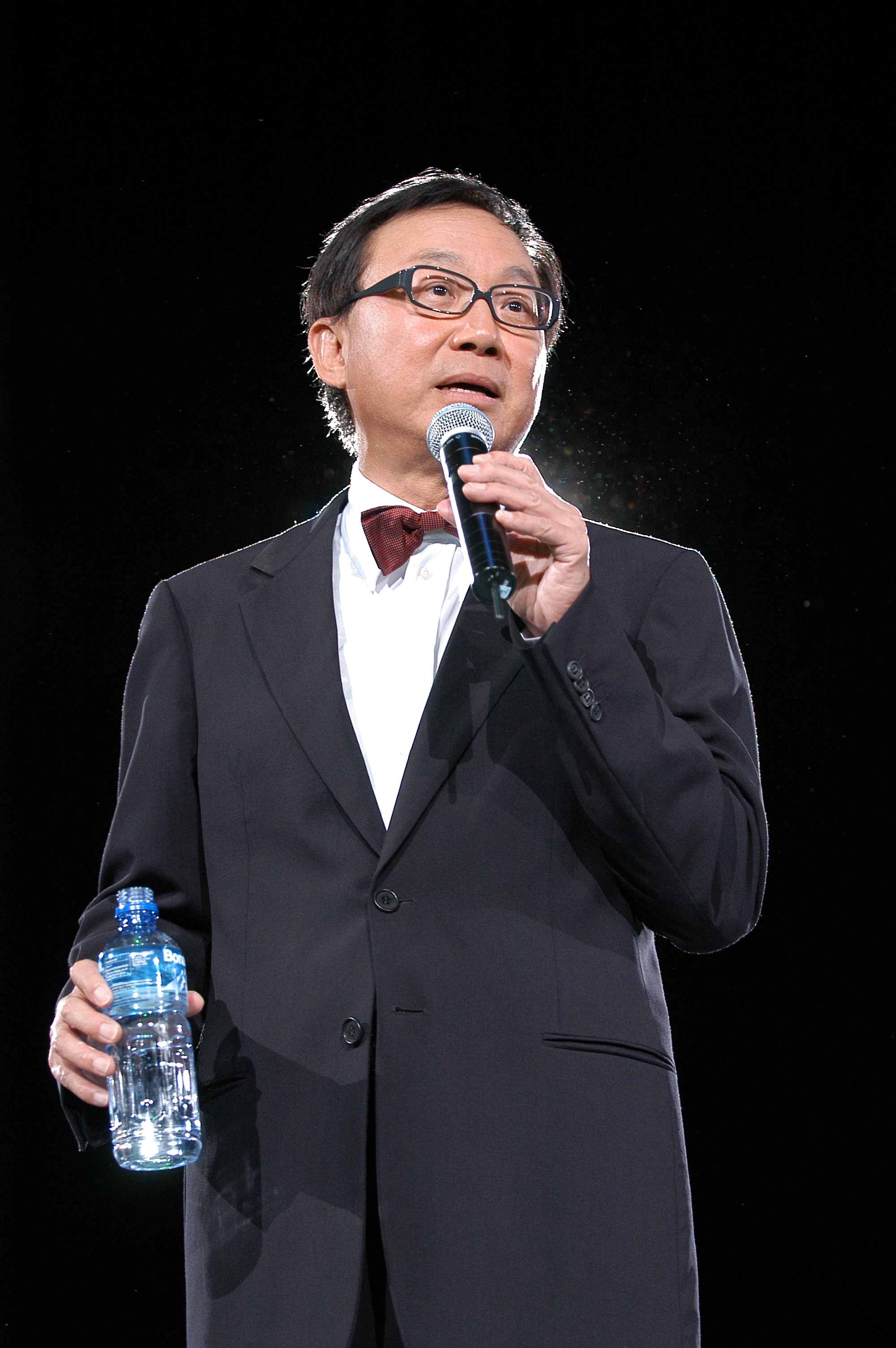
Michael Hui

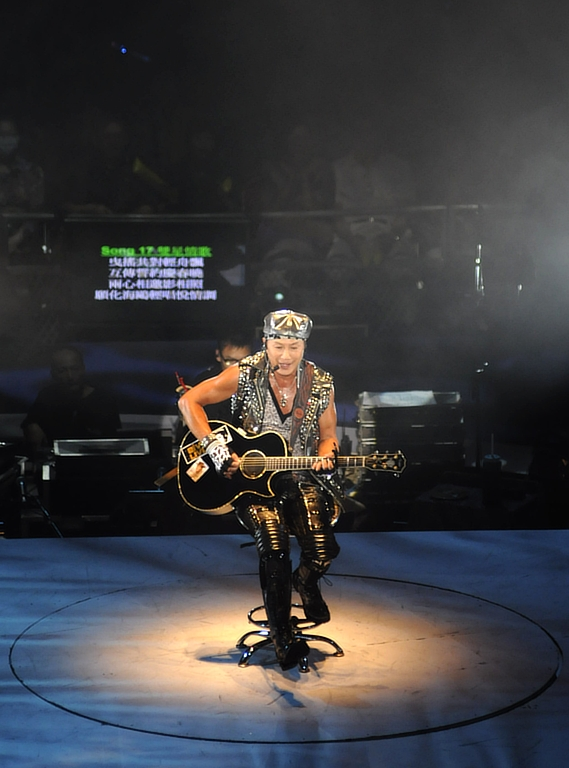
Sam Hui

Les frères Hui sont des humoristes hongkongais composés de trois membres :
- Michael Hui, de son vrai nom Hui Koon-man, (1942-) : le plus célèbre du trio qui réalise, écrit et joue le rôle principal des films.
- Ricky Hui, de son vrai nom Hui Koon-ying, (1946-2011) : également chanteur.
- Sam Hui, de son vrai nom Hui Koon-kit, (1948-) : compositeur et interprète de la musique de la presque totalité de leurs films. Il est également considéré comme la première vedette de la cantopop, ayant largement contribué à son engouement dans les années 1970.

Il y a également un quatrième frère appelé Stanley (zh) (1944-) mais qui a très peu travaillé avec le groupe.

## Carrière
Le trio débute à la télévision avec le Hui Brothers Show, diffusé de 1971 à 1973 sur TVB, une émission mélangeant sketchs comiques et chansons, puis enchaîne avec une série de comédies qui se sont toutes hissées à la tête du box-office hongkongais de l'année sauf la dernière :
- Games Gamblers Play (1974)
- Ultime message (1975)
- Mr Boo détective privé (1976)
- Mr Boo fait de la télévision (1978)
- Security Unlimited (1981)
- Prise de bec à Hong Kong (1988)
- Front Page (1990)

Le succès de leurs premiers films a participé au retour du cantonais comme langue principale du divertissement à Hong Kong en poursuivant le premier pas posé par La Maison des 72 locataires sorti en 1973, alors que le mandarin avait été omniprésent dans la décennie précédente.
Ils ont la particularité de se placer exactement entre l'époque de Bruce Lee (mort en 1973) et celle de Jackie Chan (devenu célèbre à partir de 1978).